# La Immaculada Concepció (Museu Thyssen)
La Immaculada Concepció, conservada al Museu Thyssen-Bornemisza de Madrid, és una obra d'El Greco, amb participació del seu fill, Jorge Manuel Theotocópuli.

## Tema
La Immaculada Concepció no està narrada explícitament als Evangelis, tot i que alguns exegetes la veuen reflectida a:［Lc 1:26-38］No va ésser decretada com a dogma de l'Església Catòlica fins a l'any 1854, però les seves al·lusions són molt antigues, i les seves commemoracions es van anar succeint intermitentment en els països catòlics, amb la corresponent repercussió en la iconografia cristiana.
La temàtica de la Immaculada Concepció és molt poc abundant en el corpus pictòric d'El Greco, i sovint s'ha confós amb Assumpció de Maria. Però a aquest llenç no hi són representat els Apòstols que van estar presents durant l'Assumpció i, a més, la inclusió en la pintura d'atributs propis de les Lletanies de la Mare de Déu no deixa lloc a dubtes que es tracta d'una Immaculada Concepció.

## Anàlisi
Oli sobre llenç; 108 x 82 cm.; 1608-14;Museu Thyssen-Bornemisza, Madrid.
Aquesta variant de la Immaculada es considera posterior a La Immaculada vista per Sant Joan Evangelista i a La Immaculada Concepció (Capilla Oballe).
A aquest llenç, El Greco dona més protagonisme a la zona celestial, als àngels i querubins que envolten la Verge Maria, amb la qual cosa assoleix un efecte més eteri que en les composicions anteriors. Soehner va ser el primer estudiós que va detectar la desigualtat entre les figures i el paisatge, el qual va atribuir a Jorge Manuel Theotocópuli. Álvarez Lopera pensa que és una evolució del llenç de La Immaculada vista per Joan Evangelista, que ha guanyat en dinamisme i claredat doctrinal, tot i que hi observa la col·laboració de Jorge Manuel.
Josep Gudiol senyala la semblança d'aquesta Immaculada amb la versió de la Capilla Oballe i en remarca la supressió dels àngels de la zona inferior.
Per la seva part, Harold Wethey la va catalogar amb la participació de Jorge Manuel, i en remarca la mediocre execució de les flors, de l'arquitectura, del paisatge i, especialment, de la banda a la dreta de la Verge. Segons aquest autor, els millors elements són la Verge i els querubins representats als seus peus. Una neteja realitzada l'any 1962 va aclarir la tonalitat general del llenç.
Manuel Bartolomé Cossío també va notar els contrastos d'execució entre el fons i les figures, tot i que va remarca-ne els refinaments i l'exquisitesa de la tècnica.

### Procedència
- Cadis, col·lecció particular
- Miguel Borondo, Madrid.
- Marqués de Casa Torres, Madrid (1902)
- Marqués de la Vega Inclán
- Col·lecció de Luis de Navas, Madrid (1908)
- Marczell von Nemes; Budapest, entre 1909 i 1928.
- Von Nemes la ven l'any 1928.
- Entra a la col·lecció Thyssen-Bornemisza l'any 1929.